# Andreia Jacinto
Andreia de Jesus Jacinto (* 8. Juni 2002 in Cascais) ist eine portugiesische Fußballspielerin.

## Karriere

### Klub
Bereits in ihrer Jugend spielte sie bei Sporting Lissabon und kam dann zur Saison 2019/20 von der U19 in die erste Mannschaft. Nach drei Spielzeiten hier verließ sie aber ihren Jugendklub und wechselte nach Spanien, wo sie seitdem bei Real Sociedad unter Vertrag steht.

### Nationalmannschaft
Mit der portugiesischen U17 nahm sie an der Qualifikation für die Europameisterschaft 2018 teil, verpasste hier mit ihrem Team aber die Eliterunde. Ein paar Jahre später nahm sie mit der U19 an der Qualifikation für die Europameisterschaft 2020 teil. Noch vor dem Start der Eliterunde, wurde das Turnier aufgrund der COVID-19-Pandemie allerdings abgesagt.
Mit der A-Nationalmannschaft nahm sie am Algarve-Cup 2020 teil. Hier erhielte sie bei der 0:1-Niederlage gegen ihr Nationalelf-Debüt und stand dabei auch gleich mit in der Startelf. Zur 56. Minute wurde sie hier dann für Andreia Faria ausgewechselt. Später kam sie dann auch noch nebst weiteren Einsätzen auch in der Qualifikation für die Europameisterschaft 2022 zum Einsatz. Dort verpasste sie mit ihrer Mannschaft eigentlich die Qualifikation für die Endrunde, aufgrund des Ausschlusses der russischen Mannschaft, wurde ihr Team aber nachnominiert. Ursprünglich wurde sie dann auch für den Kader bei der EM 2022 nominiert, wurde dann aber später von Suzane Pires ersetzt.
Im nächsten Jahr ging es dann für sie weiter mit der Qualifikation für die Weltmeisterschaft 2023, wo sie später sogar bis ins interkontinentale Playoff mit ihrer Mannschaft musste, hier aber gegen den Senegal gewann und somit sich einen Startplatz bei der WM sicherte.
Am 30. Mai 2023 wurde sie für den finalen Kader bei der WM 2023 nominiert. Dort erhielt sie bei der 0:1-Auftaktniederlage gegen die Niederlande dann auch ihr WM-Debüt, als sie in der 79. Minute für Andreia Norton eingewechselt wurde.
Am 24. Juni 2025 wurde sie für die EM-Endrunde 2025 nominiert. Sie kam in den drei Gruppenspielen zum Einsatz, nach denen die Portugiesinnen ausschieden. Sie wurde zweimal zur zweiten Halbzeit ausgewechselt und einmal für die Schlussviertelstunde eingewechselt.